# Rajah Buayan

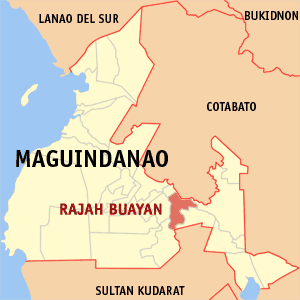
Bản đồ Maguindanao với vị trí của Rajah Buayan

Rajah Buayan là một đô thị ở tỉnh Maguindanao, Philippines.
Đô thị Rajah Buayan được lập ngày 8/10/2002. Đô thị này được tách từ thị xã Sultan sa Barongis.

## Các đơn vị hành chính
Rajah Buayan được chia ra 11 barangay.
- Baital
- Bakat
- Dapantis
- Gaunan
- Malibpolok
- Mileb
- Panadtaban
- Pidsandawan
- Sampao
- Sapakan
- Tabungao